# Ploceus hypoxanthus
Ploceus hypoxanthus е вид птица от семейство Ploceidae. Видът е почти застрашен от изчезване.

## Разпространение
Видът е разпространен във Виетнам, Индонезия, Камбоджа, Лаос, Мианмар и Тайланд.